# Slag om Bachmoet
De Slag om Bachmoet is een militaire confrontatie tussen Rusland samen met de zelfverklaarde volksrepubliek Donetsk (DPR) en huurlingen van de Wagnergroep tegen Oekraïne om de Oekraïense stad Bachmoet in de oblast Donetsk die sinds 1 augustus 2022 gaande is. Het maakt deel uit van de grotere Slag om de Donbas tijdens de Russische invasie van Oekraïne sinds 2022. In een nog breder kader maken deze conflicten deel uit van de Russisch-Oekraïense oorlog, die sinds 2014 gaande is. Ook bij de Oekraïense zomer tegenoffensief in 2023 is de omgeving van Bachmoet een van de vele fronten waar de aanval werd ingezet. 

## Achtergrond

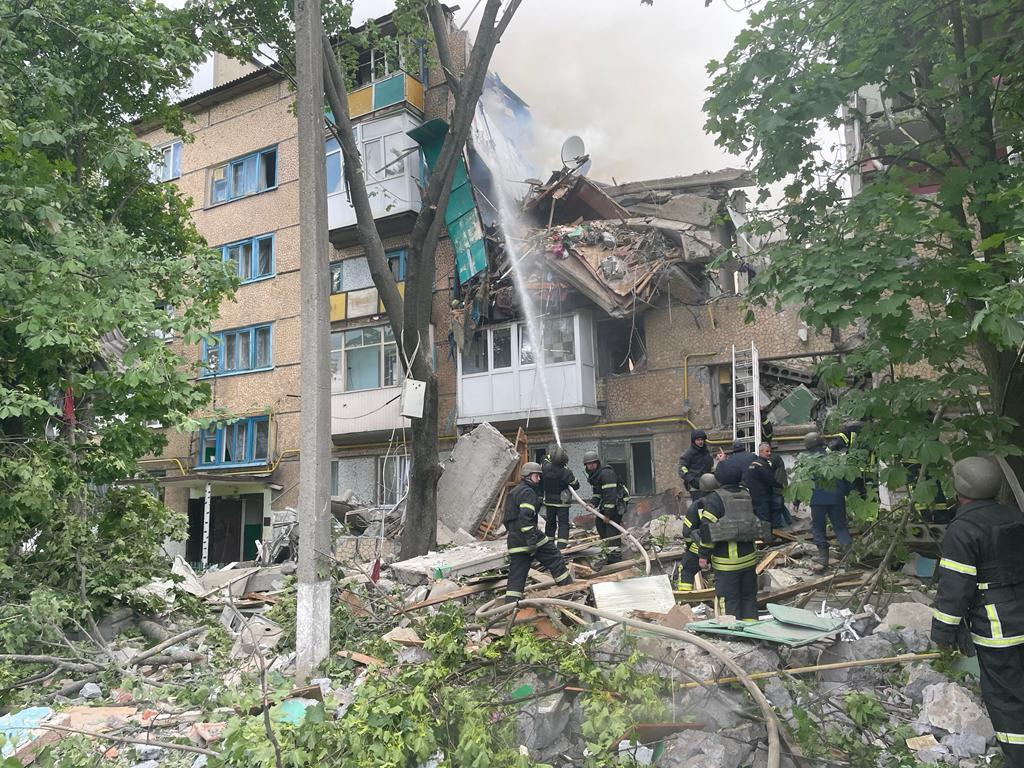
Wooncomplex in Bachmoet na de beschieting op 17 mei 2022.

Het veroveren van de Donbas was op het moment van de Russische inval op 24 februari 2022 een van de belangrijkste Russische doelstellingen. Vanaf 17 mei 2022 beschoten de Russen Bachmoet regelmatig met artillerie. Na de inname door het Russische leger van de steden Sjevjerodonetsk en Lysytsjansk en de verovering van de hele oblast Loehansk begin juli, verschoof de frontlinie in de richting van de steden Bachmoet en Soledar.
De Slag om Bachmoet wordt wel vergeleken met de Slag om Verdun die plaatsvond tijdens de Eerste Wereldoorlog. De overeenkomst ligt in het feit dat vele mensenlevens geofferd worden in ruil voor geringe terreinwinst.

## Verloop
In augustus en september 2022 beschoten de Russen Bachmoet continu met artillerie vanuit de oostkant. Begin oktober voerden de Russen de druk bij de stad op. Ten oosten van de stad werd het hevigst gevochten. De Russen probeerden daar een doorbraak te forceren. Begin november hadden de Russen enkele voorsteden ten zuiden van de stad veroverd. In het oosten en noorden was er vrijwel geen beweging in het front.
Gedurende de maand december wonnen de Russen terrein in het zuiden. Op 20 december bezocht de Oekraïense president Volodymyr Zelensky de stad. Hij prees de dapperheid van de soldaten die de stad verdedigden.
Begin januari 2023 bereikten de Russen de oostelijke en zuidelijke grenzen van de binnenstad. Midden januari namen ze de ten noordoosten van Bachmoet gelegen stad Soledar in. Begin februari bereikten de Russen ook het noorden van Bachmoet. De Oekraïners konden nu alleen nog via het westen de stad in- en uitgaan.
Op 12 februari claimde de Wagnergroep de inname van het net ten noorden van Bachmoet gelegen dorp Krasna Hora. Dit werd later bevestigd door de Russische en Britse ministeries van Defensie. Midden februari werd bekend dat de Oekraïense strijdkrachten een brug tussen Bachmoet en het ten zuidwesten ervan gelegen Kostjantynivka zouden hebben opgeblazen, waarschijnlijk om een verdere opmars van de Russen al bij voorbaat te bemoeilijken. De Oekraïense vicepremier Iryna Veresjtsjoek deed op 17 februari een oproep aan de nog overgebleven 6000 burgers in Bachmoet om de stad te verlaten, omwille van hun veiligheid en omdat ze de Oekraïense verdediging anders zouden hinderen. In de tweede helft van februari claimde de Wagnergroep verovering van de aan de noordwestrand van Bachmoet gelegen plaatsen Paraskoviivka en Berchivka, waarmee zij ook de controle kregen over de toegang tot de autoweg M03 in de richting van Slovjansk.
Begin maart hadden de Russische troepen, op een strook van enkele kilometers aan de westkant van Bachmoet na, de stad vrijwel omsingeld. Oekraïne stuurde militaire versterkingen en ook in de stad vonden gevechten plaats.
Op 11 maart 2023 hadden de Russen de oostelijke oever van de Bachmoetka ingenomen, maar alle bruggen over de rivier waren opgeblazen. Op diezelfde dag vielen aan beide zijden naar verluidt meer dan 200 doden. Het Oekraïense leger maakte melding van 221 gedode en meer dan 300 gewonde Russische militairen. Van Russische zijde berichtte het ministerie van Defensie dat er 'tot 210' Oekraïense militairen waren omgekomen.
Op 21 maart 2023 bezocht president Zelensky het front in het westelijk deel van Bachmoet dat in Oekraïense handen was. Eind maart had Oekraïne nog de controle over een derde van Bachmoet. Op 7 april hadden de Russen de westelijke oever van de Bachmoetka veroverd, evenals het centrum van Bachmoet. De Oekraïense westelijke aanvoerroute naar Bachmoet werd ernstig bedreigd.
Op 9 april 2023 veranderde Rusland van strategie, nadat huurlingen van de Wagnergroep volledig uitgeput en gedecimeerd waren. Het Oekraïense leger had nog altijd controle over het westelijke deel van het stadje, wat strategisch van weinig waarde was voor Oekraïne, maar juist van belang was voor het moreel van het Russische Leger. Rusland probeerde met lucht- en artillerie-aanvallen alles te vernietigen wat nog van waarde was in de al zwaar beschadigde stad volgens de 'tactiek van de verschroeide aarde'.
Op 4 mei 2023 liet de leider van de Wagnergroep, Jevgeni Prigozjin, in een videoboodschap aan de opperbevelhebber van het Russische leger, Valeri Gerasimov, en de minister van Defensie, Sjojgoe, in een tirade weten dat hij zijn Wagnergroep terug zou trekken uit Bachmoet als er niet snel munitie zou worden geleverd. Rusland probeerde met behulp van de Wagnergroep Bachmoet volledig in te nemen omdat die stad een belangrijke springplank was naar andere Oekraïense steden.
Op 9 mei kwam Arman Soldin, een 32-jarige journalist die werkte voor AFP, in de buurt van Tsjasiv Jar om het leven. In de weken daarvoor had hij op sociale media veel filmpjes gedeeld van raketaanvallen op Oekraïense soldaten.
Op 10 mei liet de Oekraïense grondtroepencommandant, Oleksandr Syrskyi, weten dat het Oekraïense leger erin was geslaagd om de Russische troepenmacht bij Bachmoet op sommige plekken tot twee kilometer terug te dringen. Deze terugtrekking werd twee dagen later van Russische zijde bevestigd.
Midden mei 2023 veroverden de Oekraïense strijdkrachten gebied ten noorden en zuiden van Bachmoet en namen het initiatief van de Russen over. De Oekraïense bevoorradingslijnen werden hierdoor beter beschermd en de dreigende omsingeling van Oekraïense troepen in Bachmoet afgewend. Desondanks bleven de Russische troepen beperkt gebied veroveren in het centrum van de stad.
Op 20 mei 2023 claimde de Wagnergroep de volledige inname van Bachmoet. Dit werd ontkend door Oekraïne, hoewel het erkende dat de situatie kritiek was. De Oekraïense militairen zouden nog niet alle gebouwen en straten in de stad hebben verlaten. Bovendien leek er te worden aangestuurd op een omsingeling van de stad door het Oekraïense leger.
Op 25 mei begon de Wagnergroep met de terugtrekking van haar troepen uit Bachmoet en het overdragen van haar posities aan het Russische leger. Wagnerleider Prigozjin meldde op 2 juni dat de terugtrekking voor 99% was voltooid.

## Oekraïens zomertegenoffensief 2023
Tijdens het Oekraïense tegenoffensief werd de aanval ingezet ten zuiden (vooral bij Klisjtjivka) en ten noorden van Bachmoet (richting Berchivka). Bij een dreigende omsingeling van de stad zouden de Russen kunnen worden gedwongen om zich terug te trekken. Rusland zou dan genoodzaakt zijn om versterking te sturen, waardoor soldaten niet elders kunnen worden ingezet. Rond de stad Bachmoet is, volgens Hanna Maljar, de gedeputeerde Oekraïense minister van Defensie, ongeveer 49 km² heroverd van de Russen sinds juni 2023 (status 11 september 2023).
In midden september zijn diverse veroveringen in en rond Bachmoet door Oekraïne bevestigd:
- de nederzetting Andriivka op 14 september,
- nederzetting Klisjtsjiivka op 17 september,
- een gebied ten zuiden van Rozdolivka (ongeveer 13 km ten noordoosten van Bachmoet) op 15 september[36]

Het Oekraïens tegenoffensief was effectief in het vasthouden van veel Russische legereenheden, die meer ingezet konden worden bij het zuidfront waar de Oekraïners dreigden door te breken.

## Verliezen aan Russische zijde
Op 23 januari 2023 stelde Olga Romanova, hoofd van de actiegroep Roes Sidjasjtsjaja (Rusland achter de tralies), dat 80% van de 50.000 gerekruteerde gevangenen om waren gekomen, gewondgeraakt, gevlucht, overmeesterd of zich hadden overgegeven. Deze 40.000 rekruten zouden onvindbaar zijn. Dit aantal ging in tegen latere uitspraken van Prigozjin en Girkin. In april stelde Romanova het aantal vermiste rekruten bij naar 60% van de 50.000.  
Op 7 maart 2023 zei een anonieme NAVO-ambtenaar dat er tegenover elke in Bachmoet omgekomen Oekraïense soldaat vijf Russische dode soldaten stonden.
Op 29 april 2023 meldde Prigozjin dat door het grote gebrek aan artillerie munitie het aantal verliezen aan Russische kant vijf maal hoger was dan nodig zou zijn geweest.
Op 24 mei 2023 verklaarde Prigozjin dat 20% van de 50.000 gerekruteerde gevangenen was omgekomen. Daarnaast zouden er nog evenveel reguliere Wagner-soldaten zijn omgekomen. Dit zou neerkomen op een verlies van in totaal 20.000 huurlingen aan de Wagner-zijde.
Op 24 mei 2023 trok de toenmalige Russische officier Igor Girkin de uitspraken van Prigozjin in twijfel. Hij stelde dat het aantal omgekomen soldaten aan Russische zijde minimaal 40.000 moest bedragen. Hij refereerde daarbij naar de 26.000 voormalige gevangenen aan wie gratie was verleend na zes maanden dienst. In juni 2023 zei Prigozjin dat er aan 32.000 rekruten gratie was verleend, waarna deze terug waren gekeerd naar Rusland.   
Op 2 juni 2023 zei een woordvoerder van de Oekraïense krijgsmacht dat in de tien maanden durende slag om Bachmoet het aantal doden en gewonden aan de Russische zijde naar 100.000 gestegen was.
Op 20 juli 2023 liet een medewerker van Prigozjin op het Telegramkanaal van Wagner weten dat er aan hun zijde 22.000 doden en 40.000 gewonden waren gevallen tot 20 mei 2023. Er zijn in totaal 78.000 Wagner huurlingen ingezet in Bachmoet, waarvan er 49.000 gerekruteerd waren in Russische gevangenissen.